# Blepharepium surumu
Blepharepium surumu là một loài ruồi trong họ Asilidae. Blepharepium surumu được Papavero & Bernardi miêu tả năm 1973. Loài này phân bố ở vùng Tân nhiệt đới.